# Майдан Іван Григорович
Іван Григо́рович Майда́н (2 грудня 1935, селі Заудайка Ічнянського району на Чернігівщині) — український дипломат і науковець.

## Освіта
- У 1964 закінчив Інститут східних мов при Московському державному університеті ім. М.Ломоносова,
- Кандидат історичних наук (1973)

## Кар'єра
- З 1964 по 1970 — старший референт управління зовнішніх зв'язків Міністерства вищої та середньої освіти УРСР, економіст апарату радника з економічних питань посольства СРСР в Афганістані.
- З 1970 по 1975 — 3-й секретар відділу преси МЗС УРСР, викладач, старший викладач Київського державного університету ім. Т. Г. Шевченка.
- З 1975 по 1977 — старший економіст посольства СРСР в Ірані.
- З 1977 по 1983 — старший науковий співробітник Інституту соціально-економічних проблем зарубіжних країн АН України.
- З 1983 по 1986 — радник посольства СРСР в Афганістані.
- З 1986 по 1990 — старший науковий співробітник Інституту соціально-економічних проблем зарубіжних країн АН України.
- З 1990 по 1992 — доцент кафедри історії міжнародних відносин і зовнішньої політики Інституту міжнародних відносин Київського державного університету ім. Т. Г. Шевченка.
- З 10.1992 по 12.1993 — тимчасово повірений у справах України в Ірані.
- З 01.1994 по 28.10.1996 — Надзвичайний та Повноважний Посол України в Ірані.
- З 1997 по 2003 — проректор, викладач Дипломатичної академії України при МЗС України.

## Наукова праця
Кандидат історичних наук, опублікував понад 50 наукових праць, у тому числі сім книг.

## Відзнаки
Має ряд нагород МЗС, нагороджений Почесною грамотою Чернігівської державної адміністрації та облради.

## Громадська діяльність
Член Ради товариства «Чернігівське земляцтво в Києві».

## Інше
Володіє перською, арабською, англійською, німецькою, російською, білоруською мовами.
Одружений, має двох дочок і трьох внуків.
У 2010 в Києві накладом 900 примірників вийшла біографічна книжка про Івана Майдана «Шляхом дипломата», яку написав Петро Медвідь.